# Algrin
Algrin (XII secolo) è stato un politico francese.
Fedele amico del potente Stefano de Garlande, nel 1137 divenne cancelliere di Francia.
Nel 1140 fu scacciato ed esiliato com'era già accaduto al suo amico.